# Rheinpark Stadion
Rheinpark Stadion – stadion piłkarski w Vaduz, stolicy Liechtensteinu, o pojemności 7838 miejsc. Swoje mecze domowe rozgrywa na nim klub FC Vaduz, występujący na co dzień w szwajcarskiej pierwszej lidze Swiss Super League, oraz reprezentacja Liechtensteinu.
Stadion został oficjalnie otwarty 31 lipca 1998 meczem pomiędzy FC Vaduz i 1. FC Kaiserslautern (0:8). Obiekt jest położony w bliskim sąsiedztwie rzeki Ren – kilkadziesiąt metrów od granicy ze Szwajcarią i przebiegającej przy granicy szwajcarskiej autostrady A13.